# Souel
Souel est une commune française située dans le nord-ouest du département du Tarn, en région Occitanie. Sur le plan historique et culturel, la commune est dans le Gaillacois, un pays qui doit sa notoriété à la qualité de ses vins.
Exposée à un climat océanique altéré, elle est drainée par l'Aurausse et par divers autres petits cours d'eau. La commune possède un patrimoine naturel remarquable composé d'une zone naturelle d'intérêt écologique, faunistique et floristique.
Souel est une commune rurale qui compte 172 habitants en 2022, après avoir connu un pic de population de 390 habitants en 1846.  Elle fait partie de l'aire d'attraction d'Albi. Ses habitants sont appelés les Soueliens ou  Soueliennes.

## Géographie

### Communes limitrophes
Les communes limitrophes sont  Amarens, Cordes-sur-Ciel, Donnazac, Frausseilles, Livers-Cazelles et Noailles.
| Amarens      | Cordes-sur-Ciel |                 |
| Frausseilles | Souel           | Livers-Cazelles |
|              | Donnazac        | Noailles        |

### Hydrographie
La commune est dans le bassin de la Garonne, au sein du bassin hydrographique Adour-Garonne. Elle est drainée par l'Aurausse, le ruisseau de Foun de Sargnac, le ruisseau de fertés et par divers petits cours d'eau, qui constituent un réseau hydrographique de 8 km de longueur totale,.

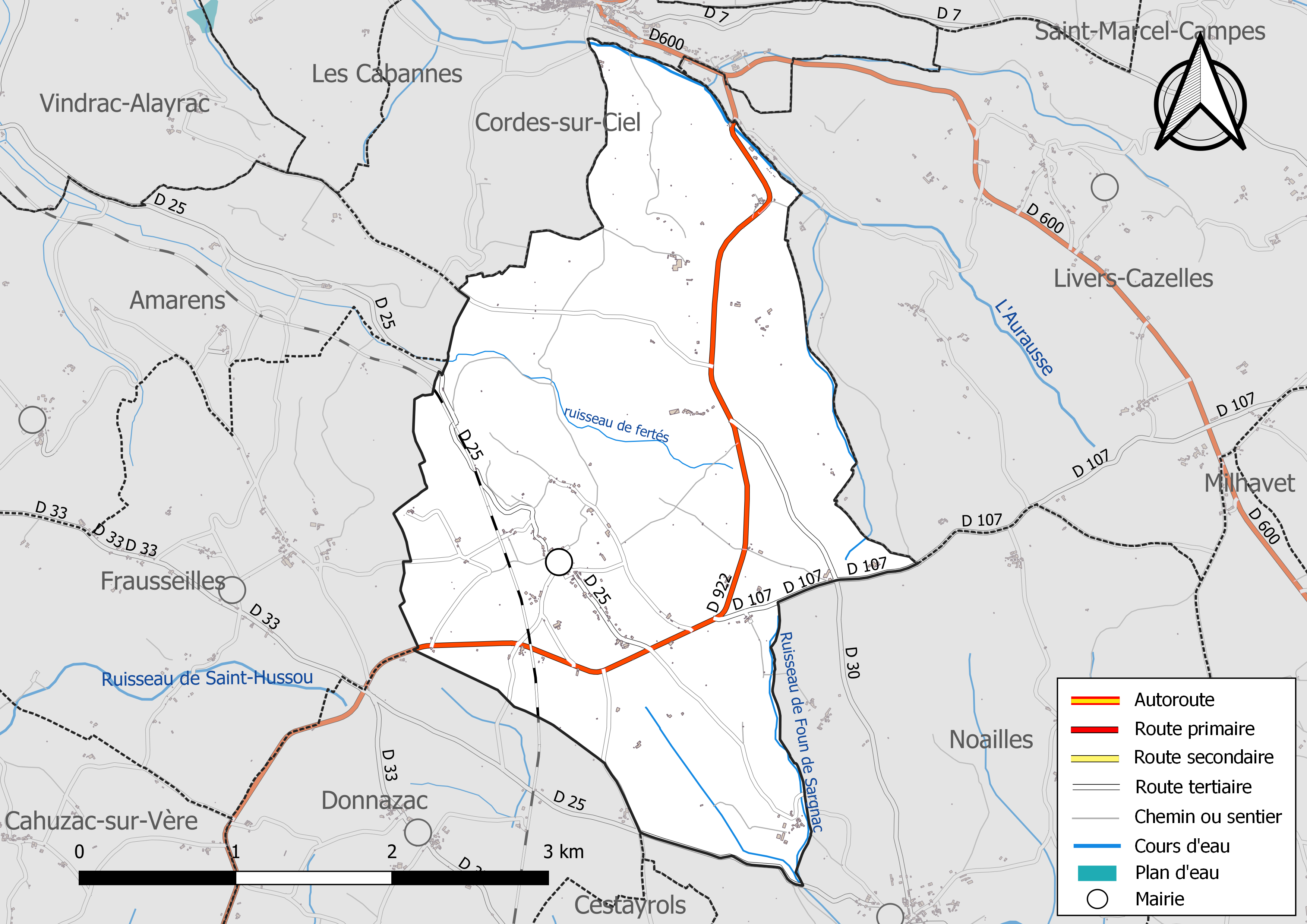
Réseaux hydrographique et routier de Souel.

### Climat
Pour des articles plus généraux, voir Climat de l'Occitanie et Climat du Tarn.
En 2010, le climat de la commune est de type climat du Bassin du Sud-Ouest, selon une étude du Centre national de la recherche scientifique s'appuyant sur une série de données couvrant la période 1971-2000. En 2020, Météo-France publie une typologie des climats de la France métropolitaine dans laquelle la commune est exposée à un climat océanique altéré et est dans la région climatique Aquitaine, Gascogne, caractérisée par une pluviométrie abondante au printemps, modérée en automne, un faible ensoleillement au printemps, un été chaud (19,5 °C), des vents faibles, des brouillards fréquents en automne et en hiver et des orages fréquents en été (15 à 20 jours).
Pour la période 1971-2000, la température annuelle moyenne est de 12,6 °C, avec une amplitude thermique annuelle de 15,6 °C. Le cumul annuel moyen de précipitations est de 873 mm, avec 10,2 jours de précipitations en janvier et 6 jours en juillet. Pour la période 1991-2020, la température moyenne annuelle observée sur la station météorologique de Météo-France la plus proche, « Albi », sur la commune du Sequestre à 17 km à vol d'oiseau, est de 13,8 °C et le cumul annuel moyen de précipitations est de 733,9 mm. 
La température maximale relevée sur cette station est de 42,3 °C, atteinte le 23 août 2023 ; la température minimale est de −20,4 °C, atteinte le 16 janvier 1985,,.
Les paramètres climatiques de la commune ont été estimés pour le milieu du siècle (2041-2070) selon différents scénarios d'émission de gaz à effet de serre à partir des nouvelles projections climatiques de référence DRIAS-2020. Ils sont consultables sur un site dédié publié par Météo-France en novembre 2022.

### Milieux naturels et biodiversité

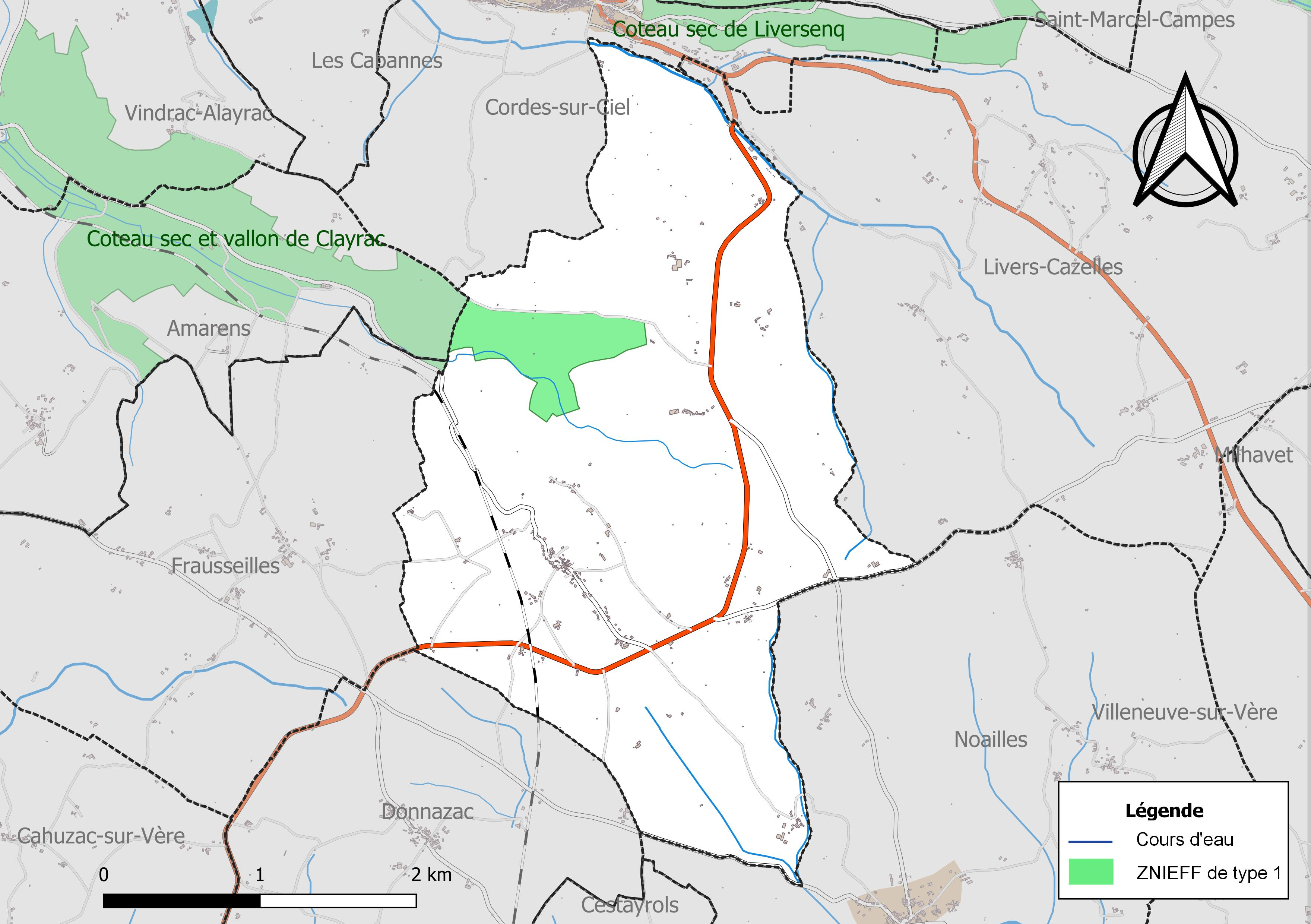
Carte de la ZNIEFF de type 1 localisée sur la commune.

L’inventaire des zones naturelles d'intérêt écologique, faunistique et floristique (ZNIEFF) a pour objectif de réaliser une couverture des zones les plus intéressantes sur le plan écologique, essentiellement dans la perspective d’améliorer la connaissance du patrimoine naturel national et de fournir aux différents décideurs un outil d’aide à la prise en compte de l’environnement dans l’aménagement du territoire.
Une ZNIEFF de type 1 est recensée sur la commune :
le « coteau sec et vallon de Clayrac » (291 ha), couvrant 4 communes du département.

## Urbanisme

### Typologie
Au 1er janvier 2024, Souel est catégorisée commune rurale à habitat très dispersé, selon la nouvelle grille communale de densité à sept niveaux définie par l'Insee en 2022.
Elle est située hors unité urbaine. Par ailleurs la commune fait partie de l'aire d'attraction d'Albi, dont elle est une commune de la couronne,. Cette aire, qui regroupe 91 communes, est catégorisée dans les aires de 50 000 à moins de 200 000 habitants,.

### Occupation des sols
L'occupation des sols de la commune, telle qu'elle ressort de la base de données européenne d’occupation biophysique des sols Corine Land Cover (CLC), est marquée par l'importance des territoires agricoles (85 % en 2018), en augmentation par rapport à 1990 (75,8 %). La répartition détaillée en 2018 est la suivante : 
zones agricoles hétérogènes (32,2 %), cultures permanentes (29,3 %), terres arables (19,5 %), milieux à végétation arbustive et/ou herbacée (14,5 %), prairies (4 %), forêts (0,5 %). L'évolution de l’occupation des sols de la commune et de ses infrastructures peut être observée sur les différentes représentations cartographiques du territoire : la carte de Cassini (XVIIIe siècle), la carte d'état-major (1820-1866) et les cartes ou photos aériennes de l'IGN pour la période actuelle (1950 à aujourd'hui).

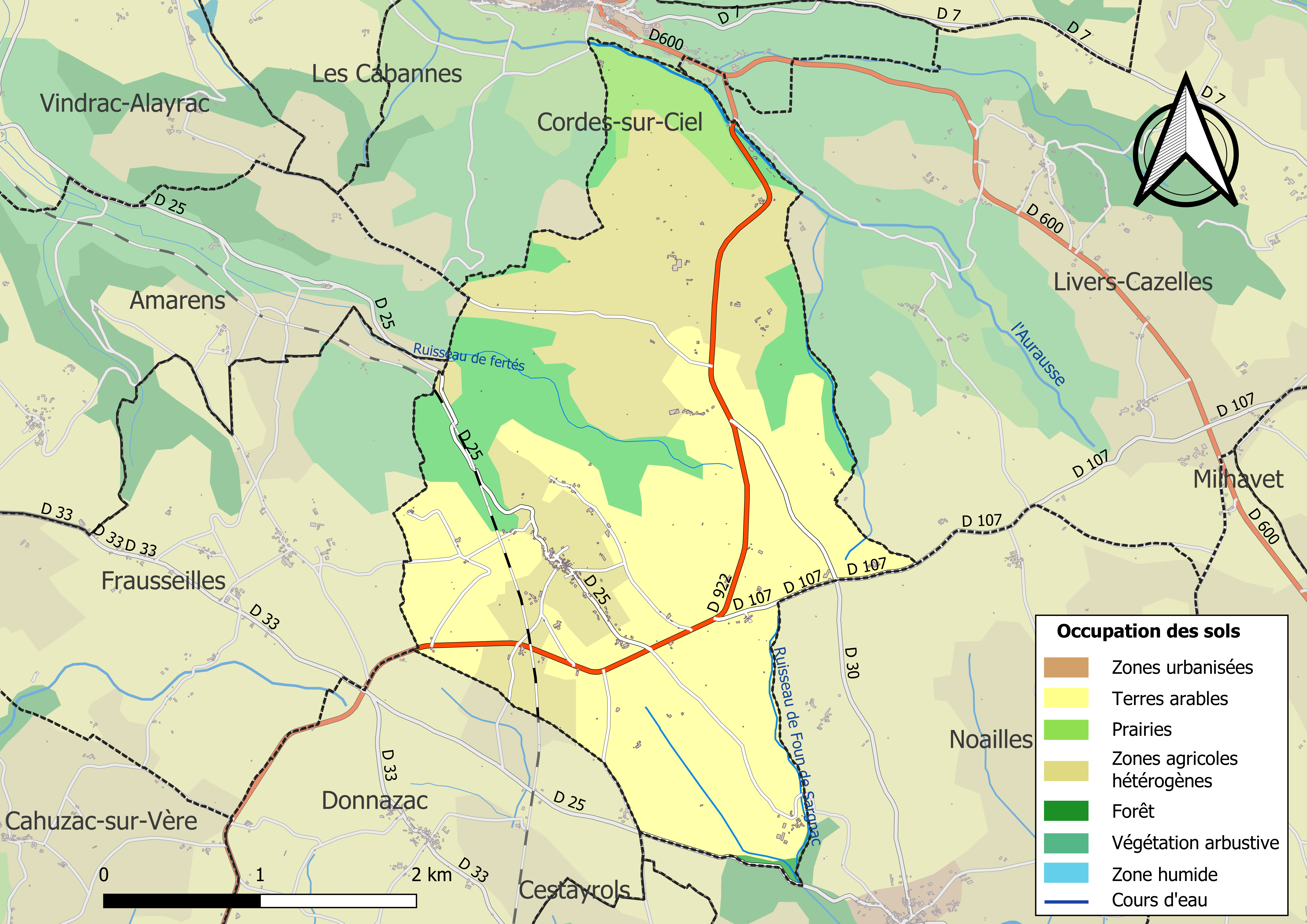
Carte des infrastructures et de l'occupation des sols de la commune en 2018 (CLC).

### Risques majeurs
Le territoire de la commune de Souel est vulnérable à différents aléas naturels : météorologiques (tempête, orage, neige, grand froid, canicule ou sécheresse), inondations, feux de forêts, mouvements de terrains et séisme (sismicité très faible). Il est également exposé à un risque technologique,  le transport de matières dangereuses. Un site publié par le BRGM permet d'évaluer simplement et rapidement les risques d'un bien localisé soit par son adresse soit par le numéro de sa parcelle.

#### Risques naturels
Certaines parties du territoire communal sont susceptibles d’être affectées par le risque d’inondation par débordement de cours d'eau, notamment La cartographie des zones inondables en ex-Midi-Pyrénées réalisée dans le cadre du XIe Contrat de plan État-région, visant à informer les citoyens et les décideurs sur le risque d’inondation, est accessible sur le site de la DREAL Occitanie. La commune a été reconnue en état de catastrophe naturelle au titre des dommages causés par les inondations et coulées de boue survenues en 1982 et 1994,.
Souel est exposée au risque de feu de forêt du fait de la présence sur son territoire . En 2022, il n'existe pas de Plan de Prévention des Risques incendie de forêt (PPRif). Le débroussaillement aux abords des maisons constitue l’une des meilleures protections pour les particuliers contre le feu,.

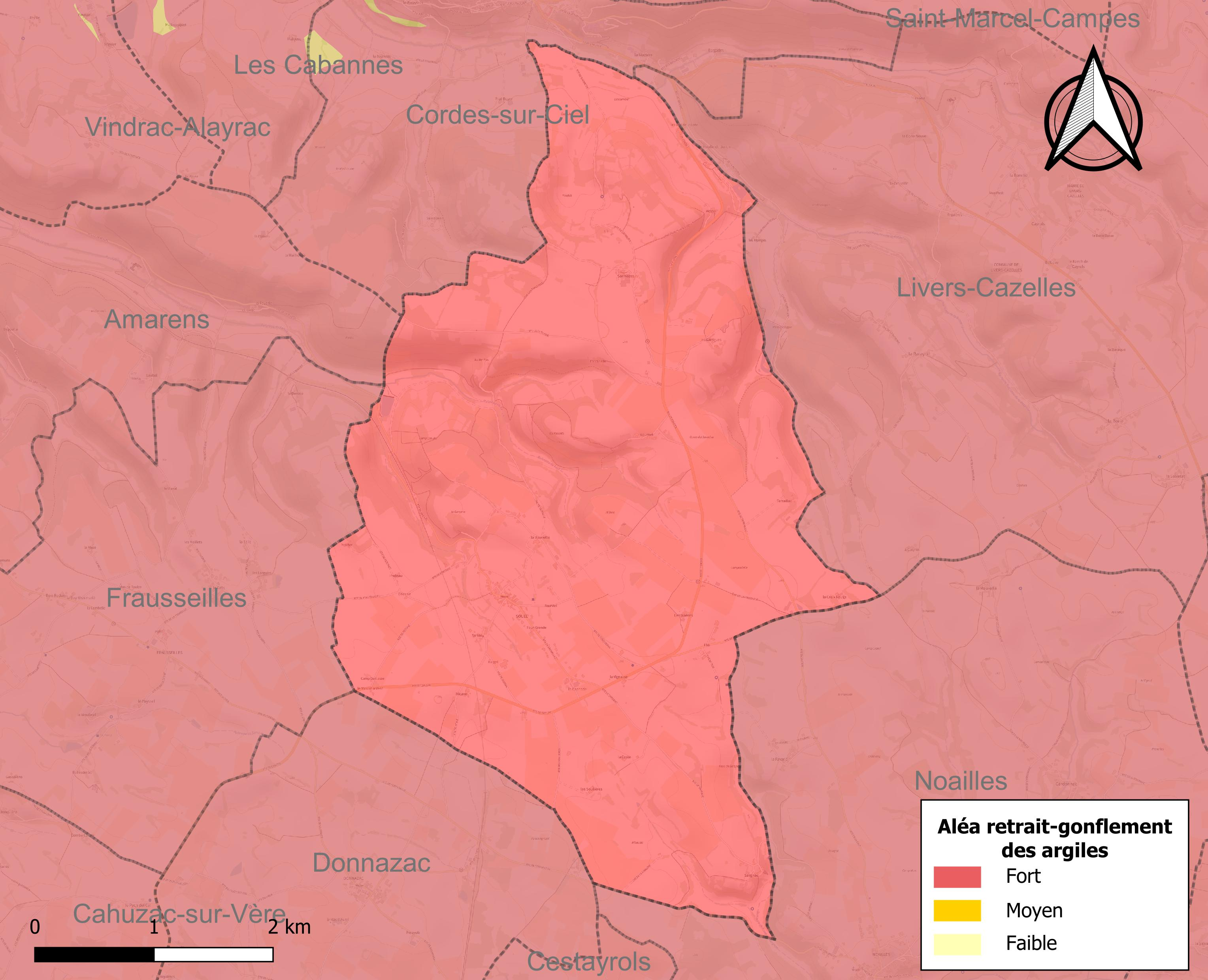
Carte des zones d'aléa retrait-gonflement des sols argileux de Souel.

La commune est vulnérable au risque de mouvements de terrains constitué principalement du retrait-gonflement des sols argileux. Cet aléa est susceptible d'engendrer des dommages importants aux bâtiments en cas d’alternance de périodes de sécheresse et de pluie. La totalité de la commune est en aléa moyen ou fort (76,3 % au niveau départemental et 48,5 % au niveau national). Sur les 112 bâtiments dénombrés sur la commune en 2019, 112 sont en aléa moyen ou fort, soit 100 %, à comparer aux 90 % au niveau départemental et 54 % au niveau national. Une cartographie de l'exposition du territoire national au retrait gonflement des sols argileux est disponible sur le site du BRGM,.
Par ailleurs, afin de mieux appréhender le risque d’affaissement de terrain, l'inventaire national des cavités souterraines permet de localiser celles situées sur la commune.

#### Risques technologiques
Le risque de transport de matières dangereuses sur la commune est lié à sa traversée par des infrastructures routières ou ferroviaires importantes ou la présence d'une canalisation de transport d'hydrocarbures. Un accident se produisant sur de telles infrastructures est susceptible d’avoir des effets graves sur les biens, les personnes ou l'environnement, selon la nature du matériau transporté. Des dispositions d’urbanisme peuvent être préconisées en conséquence.

## Toponymie
Du latin suillum, désignant la bauge du sanglier ou la soue.

## Histoire
En 1331, les consuls achètent à Azemar de Soelh, de Soelhio ou de Soelio, sa part de Dex en ce lieu, dont la perception avait été réglée en 1274 par Guillaume d'Austorga, juge d'Albigeois, entre les habitants et les héritiers de Bernard de Souel, possesseurs du-dit Dex.
En 1568, durant les  guerres de religion le village, qui était fortifié, se soumet aux protestants.
En 1671, le jurat de la ville reconnait devoir au roi de France, leur seigneur, une albergue de 4 livres et de 2 livres de cire ainsi qu'une bladade de 3 setiers de blé et autant d'avoine.
Le 21 septembre 1827, la commune de Les Sarmazes est rattachée à Souel.
Les Sarmazes
Durant l'Ancien Régime, Les Sarmazes était un juratif de Cordes qui possédait une église et était une paroisse de très petite étendue qui comptait 40 communiants en 1775. L'église, dédiée à saint Martin, était un prieuré dépendant du monastère de Saint-Salvi d'Albi.

## Politique et administration
| Période   | Période   | Identité      | Étiquette | Qualité |
| --------- | --------- | ------------- | --------- | ------- |
| mars 2001 | mars 2014 | Gérard Delmas |           |         |
| mars 2014 |           | Franck Cébak  |           |         |

## Démographie
L'évolution du nombre d'habitants est connue à travers les recensements de la population effectués dans la commune depuis 1793. Pour les communes de moins de 10 000 habitants, une enquête de recensement portant sur toute la population est réalisée tous les cinq ans, les populations de référence des années intermédiaires étant quant à elles estimées par interpolation ou extrapolation. Pour la commune, le premier recensement exhaustif entrant dans le cadre du nouveau dispositif a été réalisé en 2007.

En 2022, la commune comptait 172 habitants, en évolution de +0,58 % par rapport à 2016 (Tarn : +2,52 %, France hors Mayotte : +2,11 %).
| 1793 | 1800 | 1806 | 1821 | 1831 | 1836 | 1841 | 1846 | 1851 |
| ---- | ---- | ---- | ---- | ---- | ---- | ---- | ---- | ---- |
| 217  | 250  | 251  | 251  | 280  | 341  | 371  | 390  | 374  |

| 1856 | 1861 | 1866 | 1872 | 1876 | 1881 | 1886 | 1891 | 1896 |
| ---- | ---- | ---- | ---- | ---- | ---- | ---- | ---- | ---- |
| 362  | 360  | 375  | 323  | 314  | 320  | 288  | 280  | 271  |

| 1901 | 1906 | 1911 | 1921 | 1926 | 1931 | 1936 | 1946 | 1954 |
| ---- | ---- | ---- | ---- | ---- | ---- | ---- | ---- | ---- |
| 273  | 279  | 256  | 229  | 247  | 203  | 210  | 199  | 188  |

| 1962 | 1968 | 1975 | 1982 | 1990 | 1999 | 2006 | 2007 | 2012 |
| ---- | ---- | ---- | ---- | ---- | ---- | ---- | ---- | ---- |
| 168  | 162  | 151  | 140  | 157  | 167  | 177  | 178  | 189  |

| 2017 | 2022 | - | - | - | - | - | - | - |
| ---- | ---- | - | - | - | - | - | - | - |
| 165  | 172  | - | - | - | - | - | - | - |

## Économie

### Revenus
En 2018, la commune compte 72 ménages fiscaux, regroupant 167 personnes. La médiane du revenu disponible par unité de consommation est de 20 450 € (20 400 € dans le département).

### Emploi
|                | 2008  | 2013  | 2018  |
| -------------- | ----- | ----- | ----- |
| Commune        | 5,2 % | 8,8 % | 4,9 % |
| Département    | 8,2 % | 9,9 % | 10 %  |
| France entière | 8,3 % | 10 %  | 10 %  |

En 2018, la population âgée de 15 à 64 ans s'élève à 82 personnes, parmi lesquelles on compte 74,4 % d'actifs (69,5 % ayant un emploi et 4,9 % de chômeurs) et 25,6 % d'inactifs,. Depuis 2008, le taux de chômage communal (au sens du recensement) des 15-64 ans est inférieur à celui de la France et du département.
La commune fait partie de la couronne de l'aire d'attraction d'Albi, du fait qu'au moins 15 % des actifs travaillent dans le pôle,. Elle compte 29 emplois en 2018, contre 45 en 2013 et 40 en 2008. Le nombre d'actifs ayant un emploi résidant dans la commune est de 58, soit un indicateur de concentration d'emploi de 50,2 % et un taux d'activité parmi les 15 ans ou plus de 45,3 %.
Sur ces 58 actifs de 15 ans ou plus ayant un emploi, 16 travaillent dans la commune, soit 28 % des habitants. Pour se rendre au travail, 86,2 % des habitants utilisent un véhicule personnel ou de fonction à quatre roues, 6,9 % s'y rendent en deux-roues, à vélo ou à pied et 6,9 % n'ont pas besoin de transport (travail au domicile).

### Activités hors agriculture
11 établissements sont implantés  à Souel au 31 décembre 2019.
Le secteur des activités spécialisées, scientifiques et techniques et des activités de services administratifs et de soutien est prépondérant sur la commune puisqu'il représente 27,3 % du nombre total d'établissements de la commune (3 sur les 11 entreprises implantées  à Souel), contre 13,8 % au niveau départemental.

### Agriculture
La commune est dans le Gaillacois, une petite région agricole au sous-sol argilo-graveleux et/ou calcaire dédiée à la viticulture depuis plus de 2000 ans, située dans le centre-ouest du département du Tarn. En 2020, l'orientation technico-économique de l'agriculture  sur la commune est la viticulture. 
|               | 1988 | 2000 | 2010 | 2020 |
| ------------- | ---- | ---- | ---- | ---- |
| Exploitations | 24   | 19   | 18   | 15   |
| SAU (ha)      | 725  | 550  | 636  | 665  |

Le nombre d'exploitations agricoles en activité et ayant leur siège dans la commune est passé de 24 lors du recensement agricole de 1988  à 19 en 2000 puis à 18 en 2010 et enfin à 15 en 2020, soit une baisse de 37 % en 32 ans. Le même mouvement est observé à l'échelle du département qui a perdu pendant cette période 58 % de ses exploitations,. La surface agricole utilisée sur la commune a également diminué, passant de 725 ha en 1988 à 665 ha en 2020. Parallèlement la surface agricole utilisée moyenne par exploitation a augmenté, passant de 30 à 44 ha.

## Culture locale et patrimoine

### Lieux et monuments

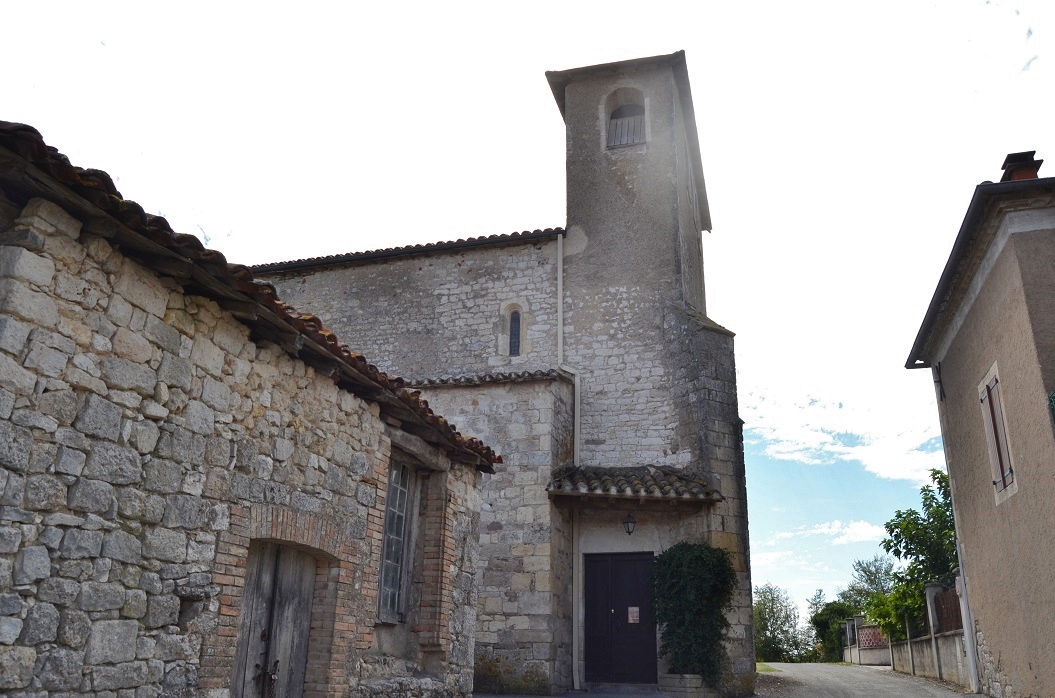
Église Notre-Dame-de-l'Assomption de Souel.

- Église Notre-Dame-de-l'Assomption de Souel : église-halle du XVe siècle, décorée en 1888 par Ferdinand Costes, curé de Souel de 1850 à 1910. L'édifice a été inscrit au titre des monuments historiques en 1996[36].
- Église prieurale Saint-Martin de Sarmazes.